# Aeroportul Nà Sản
Aeroportul Nà Sản (IATA: SQH, ICAO: VVNS) este un aeroport din Sơn La⁠(d), Sơn La, Vietnam.
Situat la o altitudine de 631 m, aeroportul dispune de o singură pistă.